# Њујоршки плавци (9. сезона)
Њујоршки плавци је америчка телевизијска полицијска серија смештена у Њујорку која приказује унутрашње и спољашње борбе измишљене 15. станице на Менхетну.
Сезона 9 је емитована од 6. новембра 2001. до 21. маја 2002. године.

## Опис
Четврта и последња фезе серије ће бити у последње четири сезоне. На почетку 9. сезоне осумњичени жели имунитет у замену за пљачку и пуцњаву у замену за информације о закопаном тепиху у Бруклину за који се испоставило да је у њему завијено Соренсоново тело. Нови партнер Сиповицу, који је награђен унапређењем у детектива прве класе, чиме је Симон награђен неколико година раније за случај на ком су њих двојица радили (али због Сиповицеве негативне историје због одељења), је нови детектив Џон Кларк мл. (Марк-Пол Госелар). Као и са Симоном и Соренсоном, постоји тензија између Кларка и Сиповица, због заваде од неколико година раније између Сиповица и Кларковог оца Џона ст. Сезона 9 је означила и долазак Жаклин Обрадорс као детективке Рите Ортиз у 8. епизоди.

## Улоге

### Главне
- Денис Франц као Енди Сиповиц
- Марк-Пол Госелар као Џон Кларк мл.
- Гордон Клап као Грег Медавој
- Хенри Симонс као Болдвин Џоунс
- Шарлот Рос као Кони Макдауел
- Бил Брочрап као ЛАП Џон Ирвин
- Гарсел Бјува-Нилон као ПОТ Валери Хејвуд
- Есаи Моралес као Тони Родригез
- Жаклин Обрадорс као Рита Ортиз (Епизоде 8-23)

### Епизодне
- Џон Ф. О’Донохју као Еди Гибсон (Епизоде 3-8, 10, 16)

## Епизоде
| Бр. у серији | Бр. у сезони | Наслов                                          | Редитељ            | Сценариста                             | Емитовање          |
| --- | ------------ | ----------------------------------------------- | ------------------ | -------------------------------------- | ------------------ |
| 175 | 1            | Лажњ к'о пас                                    | Марк Тинкер        | Стивен Бочко, Бил Кларк, Мат Олмстед   | 6. новембар 2001.  |
| Након светске трговинске катастрофе и Денијевог нестнака, 15-та станица ст суочава са страшним убиством четири девојчице које су нађене мртве у стану. Сиповиц лошег расположења, јер му се о партнеру још ништа не зна, искаљује бес на осталима око себе. Док истражују убиство, Сиповиц и Макдауелова се удружују са полицајцем из Наркотика, Џоном Кларком мл. Када могући траг о Денијевом нестанку искрсне, траг их води до сина мафијашког дона. Када нејгоре могуће вести стигну, сведок носи жицу док они иду за осумњиченим. Док Медавој, Џоунс и Макдауелова истражују четвороструко убиство, Сиповиц се суочава са својим искушењима из прошлости. Напомена: Прва појава Џона Кларка мл.                      |              |                                                 |                    |                                        |                    |
| 176 | 2            | Џони је добио своје злато -Лаже к'о пас II део- | Марк Пизнарски     | Стивен Бочко, Бил Кларк, Николас Вутон | 6. новембар 2001.  |
| Када тајна операција хватања Денијевог убице пође по злу, почиње велика борба на улицама између полиције и "тог" човека. Кларк се понаша као херој спасававши животе невиних и примајући метак. Када Сиповиц обори осумњиченог и он испада Њујоршки херој и коначно добије унапређење у Детектива прве класе. У међувремену Родригез је бесан када је његову 72-огодишњу мајку опљачкало лице из прошлости. Када поручник из друге станице уништи истрагу, Родригезу то постаје лично у намери да се задовољи правда. Такође, Медавој и Џоунс покушавају да реше случај наводног серијског убице који циља студенте НЈУ-а и откривају више него што су желели о жртвама.                                                  |              |                                                 |                    |                                        |                    |
| 177 | 3            | Два Кларка у кафани                             | Хенри Џ. Бронштајн | Бил Кларк, Џоди Ворт                   | 13. новембар 2001. |
| Након сахране свог старог партнера, Денија, Сиповиц се враћа у станицу и удружује се са својим новим партнером Џоном Кларком мл. Кларков отац, Џон Кларк ст.-Сиповицев непријатељ из друге станице-се умеша у њихов први заједнички случај, мистериозно убадање жене. У међувремену, Макдауелова и Џоунс откривају стару Ле Пол гитару из '56. која је кључни доказ у смрти младог музичара, а то их доводи до његовог љубоморног цимера. Тензије између Кларка мл. и његовог оца расту када Кларк ст. уништи здравицу за Денија. |              |                                                 |                    |                                        |                    |
| 178 | 4            | Пут под ноге, Кларк                             | Џејк Полтро        | Бил Кларк, Елизабет Серноф             | 20. новембар 2001. |
| Сиповиц и Кларк истражују убиство полицајке. То наизглед чисто убиство постаје мутно када Кларк мл. открије да је њено ментално стање било део њене смрти. Након што је схватио да је убијена својим оружјем, Кларк доноси праву одлуку и хапси убицу. У међувремену, Макдауелова је добила новог партнера, никог другог до Едија Гибсона, полицајца који има углед неповољног. Њих двоје истражују убиство друге жене која је била жртва насиља са изненађујућим преокретом. Када сазнају да је била алкохоличар и да је имала мултиплер склерозу, испада да је убица неко из њене породице. Након успешно решеног првог случаја, Кларк мл. је добио ултиматум од Кларка ст.-Ради како ти отац каже или живи свој живот. |              |                                                 |                    |                                        |                    |
| 179 | 5            | Полицајци и пљачкаши                            | Марк Тинкер        | Бил Кларк, Харолд Силвестер            | 27. новембар 2001. |
| Кларково унапређење је угрожено када му је лопов украо значку, а онда сстижу пријаве гомиле крађа, међу њима и човека са значком. У међувремену Макдауелова се заинтересовала за истрагу убиства у коју је умешана трудна тинејџерка и наставља да се суочава са неповољношућ Едија Гибсона. |              |                                                 |                    |                                        |                    |
| 180 | 6            | Бебећа љубав                                    | Дона Дич           | Бил Кларк, Мат Олмстед                 | 4. децембар 2001.  |
| Цела 15. ради на случају нестале бебе, а Медавој и Џоунс проналазе пиромана због злочина из мржње када је радња двојице Арапске браће спаљена. Енди сазнаје да Еди има озбиљних здравствених проблема и пристаје да му буде партнер. Кони почиње да прати младу жену изгледа без разлога. |              |                                                 |                    |                                        |                    |
| 181 | 7            | Мама није ту                                    | Стивен ДеПол       | Бил Кларк, Николас Вутон               | 11. децембар 2001. |
| Макдауелова претера када да ћерку на усвајање, Сиповиц и Гибсон истражују убиство двојице човека пронађених тамо где излазе банде, а Медавој и Џоунс истражују жену која је пронађена испод рушевина из напада 11. 9.-чији је муж грађевинац. |              |                                                 |                    |                                        |                    |
| 182 | 8            | Штенећа љубав                                   | Дик Лоури          | Бил Кларк, Џоди Ворт                   | 18. децембар 2001. |
| Сиповиц додатно ради као телохранитељ ексцентричне жене која пије и пева. Када нова детективка Рита Ортиз дође у одељење, Сиповиц мисли да је неквалификована. У међувремену Медавој и Џоунс истражују крађу штенади из продавнице кућних љубимаца, а Сиповиц и Кларк мл. истражују убиство човека оптуженог за злостављањедеце. Напомена: Прва појава Рите Ортиз. |              |                                                 |                    |                                        |                    |
| 183 | 9            | Ево га син                                      | Чарлс Хед          | Бил Каплан, Џонатан Роберт Каплан      | 8. јануар 2002.    |
| Серија пљачки присиљава Сиповица да ради са својим непријатељем и партнеровим оцем, Кларком ст., а Кларк ст. неће да пропусти прилику да минира Ендија. Остали полицајци нису срећни када морају да истражују два добра Самарићанина који су претукли лопова на смрт, Рита се суочава са узнемиравањем од свог бившег мужа, а Валери каже Болдвину да је трудна. |              |                                                 |                    |                                        |                    |
| 184 | 10           | Љубоморна срца                                  | Боб Доерти         | Бил Кларк, Мат Олмстед                 | 15. јануар 2002.   |
| Ментално неуравнотежена жена изводи јуначки чин, Џулијан Писано тражи награду пре него што идентификује убицу два продавца такоса, а Сиповиц проналази преваранта који је опљачкао ексцентричну гђу. Хорнби. |              |                                                 |                    |                                        |                    |
| 185 | 11           | Хампти је одбачен                               | Дајен Хјустон      | Бил Кларк, Николас Вутон               | 5. фебруар 2002.   |
| Детективка Рита Ортиз је рекла мужу да је увези, што се испоставило да је истина, Сиповиц и Кларк се суочавају са младим сведоком убиства чија мајка не дозвољава да сведочи, Медавој и Џоунс се кладе током случаја убиства, а Сиповиц открива нешто о гђи. Хорнби. |              |                                                 |                    |                                        |                    |
| 186 | 12           | O, мама                                         | Питер Маркл        | Бил Кларк, Џоди Ворт                   | 19. фебруар 2002.  |
| Истрага убиства доводи Сипоовица и Кларка мл. до мајке које има инцест однос са својим сином тинејџером, Ортизова и Макдауелова истражују смрт детета убијеним метком, Сиповиц и Макдауелова одводе Теа у биоскоп, а ЛАП Џон добија савет од Ендија о путовању у Африку са својим дечком. |              |                                                 |                    |                                        |                    |
| 187 | 13           | Тако добар сафари                               | Марк Пизнарски     | Бил Кларк, Мат Олмстед                 | 26. фебруар 2002.  |
| Кларк мл. и Макдауелова сумњају да је 16-огодишња проститутка умешана у убиство физичара. У међувремену, Сиповиц избегава Макдауелову, после њиховог пољупца, истражујући убиство рехабилитованог момка, Болдвин упркос поражавајућег личног живота наставља пријатељство са Грегом, Рити муж говори да ће да јој загорча живот говорећи јој да је развод коначна одлука, а замена ЛАП Џона у одељењу се никоме не свиђа. |              |                                                 |                    |                                        |                    |
| 188 | 14           | Ручни посао                                     | Тавна МекКирнан    | Бил Кларк, Мат Олмстед                 | 5. март 2002.      |
| Кларк штити друга из полиције који је затапкао убиство репера, а Ортизова и Макдауелова истражују случај човека и његове девојке стриптизете пронађених у њеном стану. |              |                                                 |                    |                                        |                    |
| 189 | 15           | Оружје и црева                                  | Крег Зиск          | Бил Кларк, Николас Вутон               | 12. март 2002.     |
| Сиповиц и Кларк истражују бомбардовање килинке за абортирање што је узроковало смрт чувара. У међувремену Ортизова и Макдауелова проналазе мртву жену коју Ортизова препознаје као мужеву љубавницу, Медавој и Џоунс проналазе жену несталу пре пет година, а Болдвин и Валери имају ружан сукоб. |              |                                                 |                    |                                        |                    |
| 190 | 16           | Мали тата је ту                                 | Стивен ДеПол       | Бил Кларк, Џоди Ворт                   | 19. март 2002.     |
| Кларк пороналази хранитељску породицу за тинејџера кога је сексуално злостављала мајка. У међувремену, он и Сиповиц истражују убиство тинејерке коју породица није желела, Ортизова и Макдауелова испитују жену која говори да ју је силовао вереников рођак, а ЛАП Џон се састаје са оцем на самрти. |              |                                                 |                    |                                        |                    |
| 191 | 17           | Циганка ме проклела                             | Марк Тинкер        | Бил Кларк, Николас Вутон               | 26. март 2002.     |
| Црнца је фатално упуцао таксиста белац, који тврди да је то било у самоодбрани, а Кларк мл. брани Ортизову упркос сааветовању полицајца Лолина, који изазива Кларка мл. на бокс меч. У међувремену, Родригез се плаши да му смештају оптужбе, хомосексуалац је убијен ван кафане, а ЛАП Џон се мири са оцем. |              |                                                 |                    |                                        |                    |
| 192 | 18           | Мање је смрт                                    | Метју Пен          | Бил Кларк, Стивен Едли Гиргис          | 16. април 2002.    |
| Наоружани чувар банке је убијен, банкарка је пронађена мртва у контејнеру, а Сиповиц покушава да спаси посао поручника Родригеза. Истрага о банци открива групу аматера који су тражили да им се исплате клађења, а Сиповиц се сукобљава са капетаном Фрејкером из УБК-а збогоптужби против Родригеза. Када Енди открије да зна за Фрејкерову аферу са другим полицајцем, Фрејкер назире светлост и обуставља истрагу против Родригеза. Родригеза је дирнула Ендијева помоћ, чак и кад Енди неће да призна да му је помогао. У међувремену, Кларк мл. се припрема за бокс меч са Лолином, а Ортизова изгледа навија за Кларка.                                                                                            |              |                                                 |                    |                                        |                    |
| 193 | 19           | Слаб удар                                       | Марк Тинкер        | Бил Кларк, Николас Вутон               | 30. април 2002.    |
| Кларк прави полицијску глупост када мисли да је изгубио меч против Лолина. У међувремену, ватрогасац који је осумњичен за силовање своје жене је осумњичен и за силовање друге жене, а физичар је пронађен мртав у свом ауту. Кларкова и Лолинова борба је отказана због организације, али када га наговоре да борба није начин за освету, он размишља о томе. Током борбе Кларк мл. нокаутира Лолина упркос примљеним грозним ниским ударцем противника. Након тога Ортизова долази до стана Кларка мл. и захваљује му, а онда Кларк мл. и Ортизова проводе ноћ заједно. |              |                                                 |                    |                                        |                    |
| 194 | 20           | Уништени Едип                                   | Нелсон Макормик    | Бил Кларк, Мат Олмстед                 | 7. мај 2002.       |
| Сиповиц је постао талац у соби за испитивање. У међувремену, жена је ухапшена због поседовања наркотика, које јој је подметнуо син, једно од троје људи је преживело убиство у стилу погубљења, а Медавоју ћерка говори да његова бивша не жели да га види на њеном венчању. |              |                                                 |                    |                                        |                    |
| 195 | 21           | Мртво месо у Новом Делхију                      | Џејк Полтро        | Бил Кларк, Џоди Ворт                   | 14. мај 2002.      |
| Сиповиц и Кларк мл. истражују убиство продавца деликатеса, али су испитивали и интегритет детектива који им је помагао на случају. У међувремену, Ортизова и Макдауелова упадају у операцију са секс робљем, а Макдауелова прихвата Ендијеву понуду да иде са њим и Теом у Дизниленд. |              |                                                 |                    |                                        |                    |
| 196 | 22           | Постави боље него икад -I део-                  | Марк Тинкер        | Бил Кларк, Николас Вутон, Мат Олмстед  | 21. мај 2002.      |
| Кларк мл. и Сиповиц осумњиче педофила у случају несталог 12-огодишњака. У међувремену, Ортизова и Макдауелова истражују убиство старије жене, Кларк мл. и Ортизова откривају своју везу одељењу, а ЛАП Џон открива да је наследио огромну суму новца од оца. |              |                                                 |                    |                                        |                    |
| 197 | 23           | Постави боље него икад -II део-                 | Марк Тинкер        | Бил Кларк, Николас Вутон, Мат Олмстед  | 21. мај 2002.      |
| Наставак претходне епизоде. На већ постојеће истраге се калеме нове што закомпликује посао детективима. |              |                                                 |                    |                                        |                    |